# Sankptahi
Sehekenre  Sankptahi je bil 54. ali morda 55. faraon pozne Trinajste egipčanske dinastije. Vladal je verjetno malo časa v memfiški regiji sredi 17. stoletja pr. n. št. nekje med letoma 1663 in 1649 pr. n. št.

## Dokazi
Faraon  Sehekenre Sankptahi je imenovan in upodobljen na steli kraljevega pečatarja in nadzornika pečatarjev Nebsumenuja iz prvega leta njegovega vladanja. Izvor stele ni znan. Leta 1999 jo je Nacionalni arheološki muzej Španije kupil od zasebnega zbiralca. Ryholt meni, da so Sankptahi, ki daruje olje Ptahu, "južno od njegovega obzidja"  (rsy-snb=f), in Anubisu, "gospodarju obvezovalcev" (nb wtyw), in oba epiteta značilni za memfiško regijo. Ryholt zaključuje, da je Sehekenre Sankptahi vladal v memfiški regiji in zato spada v Trinajsto dinastijo. To, da ima v imenu omenjenega memfiškega  boga Ptaha, morda kaže, da je bil rojen v Memfisu.
Zadnja Ryholtova razlaga Torinskega seznama kraljev kaže, da je Sehekenre Sankptahi zapisan v 25. vrstici 8. kolone seznama, v kateri je poškodovan priimek  [?]ḳ-n-Rˁ. Ryholt poudarja, da je bil Sehekenre edini faraon iz tega obdobja, katerega ime se ujema z zapisom, ki se bere  [S.ḥ]ḳ-n-Rˁ.
Ryholt opozarja tudi  na modrozeleni steatitni valjasti pečatnik neznanega izvora s Horovim imenom Sekaenptah (S.ḫˁ-n-pt), ki je morda pripadal Sankptahiju.

## Družina
Stela neznanega izvora, ki je verjetno iz Memfisa, je na slogovni osovi datirana v Drugo vmesno obdobje Egipta. Na njej je seznam članov kraljevske  družine in ime kraljevega sina [?]-ptḥ-i. Če je omenjeni princ kasnejši faraon Sehekenre Sankptahi, kot domneva Ryholt, je bil njegov oče faraon Se[...]kare, Minemsaes in Sit[...] pa sta bili njegovi sestri. Stela je v Egipčanskem muzeju v Kairu (kataloška številka CG20600).